# Krystyna Skarbek
Maria Krystyna Janina Skarbek (Warschau, 1 mei 1908 - Londen, 15 juni 1952), ook bekend als Christine Granville, was een Pools geheim agent in dienst van de Britse Special Operations Executive (SOE) tijdens de Tweede Wereldoorlog. Skarbek was betrokken bij diverse missies gericht op het verzamelen van inlichtingen en onconventionele oorlogvoering in door nazi-Duitsland bezette gebieden, met name in Polen en Frankrijk. Ze kreeg vooral bekendheid door de koelbloedigheid en moed die ze toonde tijdens haar missies.
Aan het begin van de Tweede Wereldoorlog voerde Skarbek geheime missies uit in Hongarije en Polen. Na aanvang van de geallieerde landingen in Normandië werd Skarbek in bezet Frankrijk geparachuteerd om de Franse verzetsbeweging te ondersteunen. Ze voegde zich bij een SOE-netwerk met de codenaam Jockey, dat de opdracht had de regionale Franse verzetsgroepen te organiseren in het kader van de geallieerde landingen in het zuidoosten van Frankrijk die op 15 augustus 1944 zouden plaatsvinden. Een van haar bekendste wapenfeiten was de bevrijding van drie SOE-officieren uit handen van de Gestapo in Digne-les-Bains in augustus 1944.
Skarbek was de langst dienende vrouwelijke geheim agent van de SOE. Volgens een van haar biografen waren Skarbeks missieresultaten en haar capaciteiten als geheim agent doorslaggevend bij het SOE-besluit meer vrouwelijke agenten te gaan rekruteren. In 1941 is ze de schuilnaam Christine Granville gaan gebruiken, een naam die ze na de oorlog ook als wettelijke naam koos toen ze zich in december 1946 tot Brits onderdaan liet naturaliseren.

## Biografie

### Eerste jaren
Skarbek werd in 1908 in Warschau geboren als dochter van graaf Jerzy Skarbek, afkomstig uit een rooms-katholieke aristocratische familie, en Stefania Goldfeder, afkomstig uit een welgestelde geassimileerde Joodse familie. Samen met haar oudere broer Andrzej groeide Skarbek op in Trzepnica, op haar moeders landgoed. Krystyna Skarberk had een sterke band met haar vader en deelde zijn voorliefde voor paardrijden, waarbij ze schrijlings zat en geen dameszadel gebruikte zoals toen gebruikelijk was voor vrouwelijke ruiters. Ook ontwikkelde ze zich tot een ervaren skiër door regelmatig een bezoek te brengen aan de besneeuwde hellingen rondom Zakopane, gelegen in het Tatragebergte in het zuiden van Polen.
In de jaren twintig verkeerde het gezin in een benarde financiële situatie, waardoor ze gedwongen waren het landgoed te verkopen en naar Warschau te verhuizen. Graaf Jerzy Skarbek overleed in 1930, toen Krystyna 22 jaar was. Het financiële imperium van de Goldfederfamilie was nagenoeg volledig ingestort en er was nauwelijks voldoende geld voor het levensonderhoud van gravin Stefania. Skarbek, die haar moeder niet tot last wilde zijn, vond werk bij een FIAT-autodealer, maar werd al snel ziek van de uitlaatgassen en moest haar baan opgeven. Aanvankelijk dacht men, op basis van schaduwen op de röntgenfoto's van haar longen, dat ze aan tuberculose leed, de ziekte waaraan haar vader was overleden. Ze ontving een schadevergoeding van de verzekeringsmaatschappij van haar werkgever, en het advies van haar artsen opvolgend om zoveel mogelijk de frisse buitenlucht op te zoeken, verbleef ze enige tijd in Zakopane, waar ze veel wandel- en skitochten door het Tatragebergte ondernam.
Op 21 april 1930 trouwde Skarbek in Warschau met de jonge zakenman Gustaw Gettlich, maar deze verbintenis duurde slechts enkele maanden en ze scheidden met wederzijdse instemming. Acht jaar later, op 2 november 1938, trouwde de toen dertigjarige Skarbek met Jerzy Giżycki, een Pools schrijver en diplomaat. Niet lang daarna werd Giżycki benoemd tot Pools consul-generaal in Nairobi en reisde het echtpaar naar Brits-Oost-Afrika, waar ze woonden tot de Duitse aanval op Polen in september 1939.

### Tweede Wereldoorlog

#### Londen

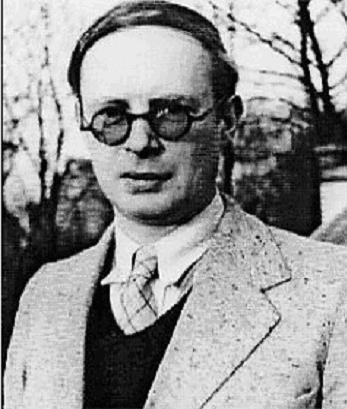
De journalist Frederick Voigt introduceerde Skarbek bij de SIS.

Bij het uitbreken van de Tweede Wereldoorlog reisde het paar per schip naar Londen, waar Skarbek en Giżycki hun diensten aanboden in de strijd tegen de gemeenschappelijke vijand. De Britse autoriteiten toonden aanvankelijk weinig interesse in Skarbek, maar werden uiteindelijk overtuigd door haar kennissen, waaronder de journalist Frederick Augustus Voigt, die haar bij de Secret Intelligence Service (SIS/MI6) introduceerde.

#### Hongarije en Polen
Skarbek werd naar Hongarije gezonden. In december 1939 overtuigde ze de Poolse Olympische skiër Jan Marusarz haar over het besneeuwde Tatragebergte naar het door de nazi's bezette Polen te begeleiden. Eenmaal in Warschau probeerde ze haar Joodse moeder te bewegen Polen zo snel mogelijk te verlaten; Stefania Skarbek was echter vastbesloten in Warschau te blijven, en niet veel later werd ze door Duitsers in hechtenis genomen en naar de Pawiakgevangenis van Warschau overgebracht; uiteindelijk overleed ze in Duitse detentie.
In Hongarije ontmoette Skarbek de Poolse legerofficier Andrzej Kowerski (1912-1988), met wie ze als kind een middag had gespeeld en die ze voor de oorlog nogmaals kort in Zakopane had gezien. Kowerski, die voor de oorlog een deel van zijn been was kwijtgeraakt door een jachtongeluk, was betrokken bij de exfiltratie van Poolse en geallieerde militairen uit het door de nazi-Duitsland bezette Polen en het vergaren van inlichtingen.
Skarbek hielp bij het opzetten van een Pools koeriersnetwerk om geheime informatie en voorwerpen van Warschau naar Boedapest te vervoeren. Een van deze missies bestond uit het over de Pools-Hongaarse grens smokkelen van het Poolse Wz.35-antitankgeweer. Op verzoek van MI6 organiseerden Skarbek en Kowerski de surveillance van het verkeer op alle spoor-, weg- en rivierverbindingen op de grens tussen Roemenië en Duitsland. Skarbek leverde strategisch belangrijke informatie over de olietransporten van de Roemeense Ploiești-olievelden naar Duitsland. Ook kreeg ze de opdracht de belangrijkste communicatieverbinding op de Donau te saboteren.
In januari 1941 werden Skarbek en Kowerski door de Gestapo gearresteerd. Skarbek gaf blijk van haar vindingrijkheid en improvisatievermogen door in te spelen op de angst voor besmettelijke ziektes bij de Duitsers; door op haar tong te bijten en het bloed op te hoesten, simuleerde ze de symptomen van longtuberculose, waarna zij en Kowerski in vrijheid werden gesteld. Het feit dat de Gestapo niet in conflict wilde komen met de tante van Skarbek, die bevriend was met de Hongaarse regent Miklós Horthy, zal ook hebben bijgedragen aan hun vrijlating. Uiteindelijk lukte het de twee geheim agenten Hongarije te ontvluchten via de Balkan en Turkije, waarna ze via het Midden-Oosten uiteindelijk Caïro bereikten.

#### Caïro

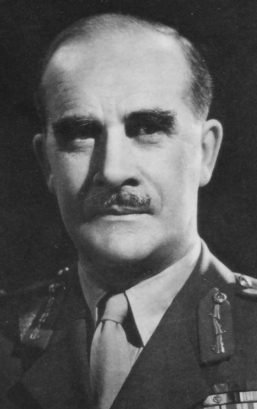
Gen. Gubbins, hoofd van de SOE vanaf 1943.

Bij aankomst op het SOE-kantoor in Caïro werden Skarbek en Kowerski geconfronteerd met verdenkingen omtrent hun loyaliteit. Skarbek had verdenkingen op zich geladen wegens haar contacten met de Poolse inlichtingendienst Muszkieterzy (Musketiers), die om uiteenlopende redenen zowel door de Britten als de Poolse ballingen gewantrouwd werden. Ook vond een aantal Poolse officieren het verdacht dat Skarbek bij de Franse pro-Vichy consul in Istanboel zo makkelijk aan doorreisvisa was gekomen voor Syrië en Libanon onder Frans mandaat. Het begin van Operatie Barbarossa op 22 juni 1941, de Duitse invasie van de Sovjet-Unie, droeg bij aan het vrijpleiten van Skarbek, aangezien zij informatie over deze op handen zijnde Duitse invasie via de "Musketiers" had verkregen en doorgespeeld aan de Britten. Later bleek dat de informatie over Operatie Barbarossa ook was bevestigd door een aantal andere bronnen, waaronder Ultra.
Op Kowerski rustte de verdenking dat hij niet loyaal zou zijn aan de Poolse zaak, omdat hij zich niet direct voor dienst had gemeld bij generaal Stanisław Kopański, de commandant van de Poolse Onafhankelijke Karpatenbrigade die destijds in Syrië was gelegerd. Dit werd rechtgezet door de Britse generaal Colin Gubbins, die verklaarde dat Kowerski destijds betrokken was bij een geheime missie voor de Britten.
Hoewel alle verdenkingen waren opgehelderd, besloot majoor Peter Wilkinson van de SOE dat Skarbek en Kowerski voorlopig op non-actief zouden worden gesteld. Toen Skarbeks echtgenoot, Jerzy Giżycki, over deze kwestie hoorde was hij hierover zo verontwaardigd dat hij abrupt zijn eigen succesvolle carrière als Brits geheim agent afbrak en ontslag nam. Nadat Skarbek haar echtgenoot had verteld dat ze van Kowerski hield, vertrok Giżycki naar Londen en emigreerde later naar Canada. Voor Skarbek en Kowerski volgde een langdurige onderbreking in hun actieve dienst. In 1943 hervatten beiden de militaire trainingen, Skarbek als geheim agent en Kowerski als instructeur.

#### Frankrijk

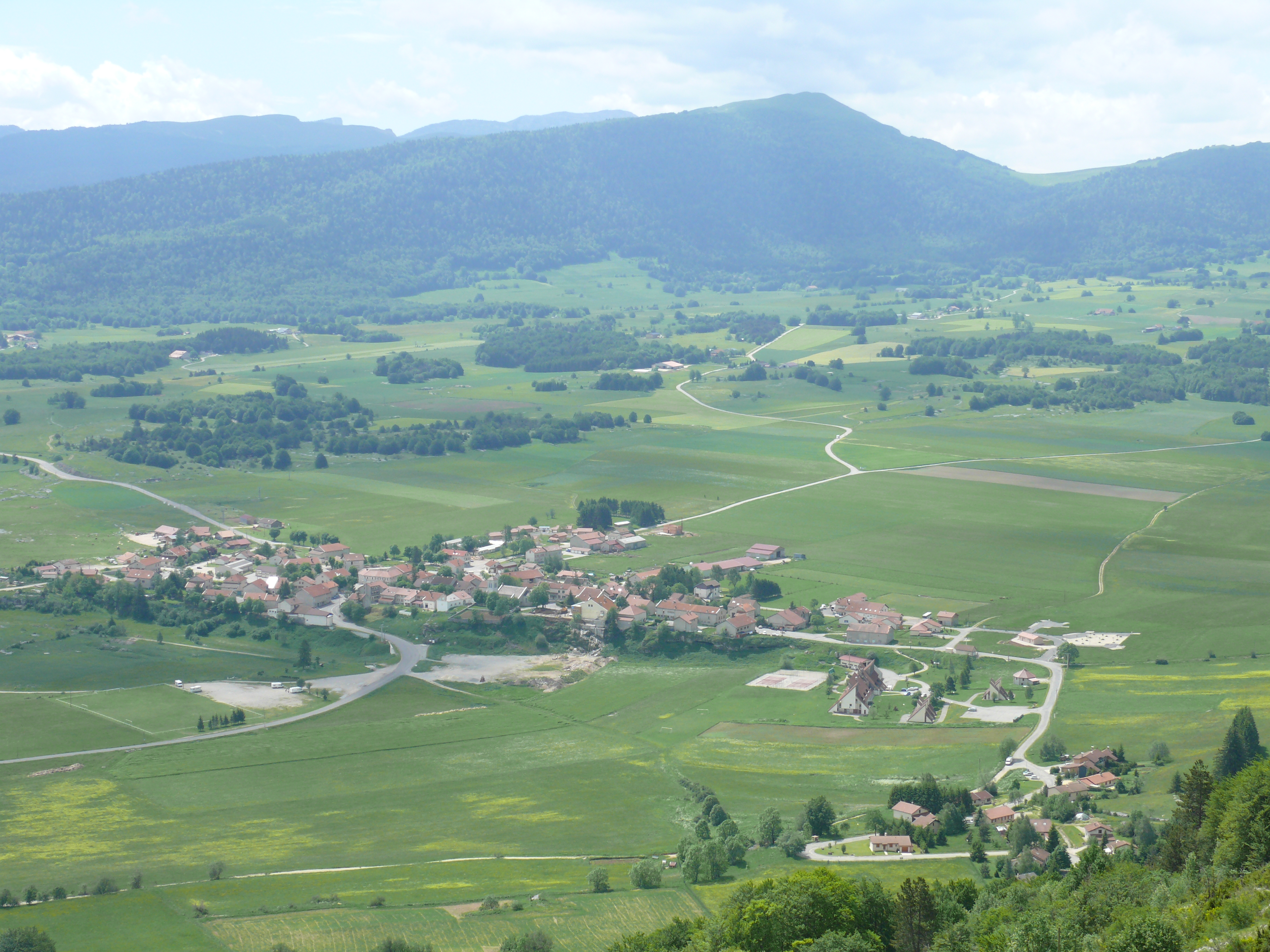
Vassieux-en-Vercors in het departement Drôme, landingsplaats van de parachutisten, waaronder Krystyna Skarbek, op 6 juli 1944.

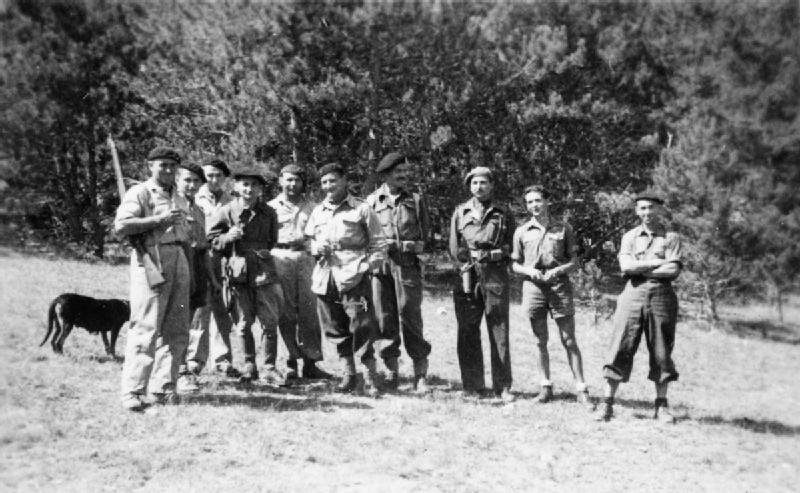
Maquisards (verzetsstrijders) in de buurt van Savournon, Hautes-Alpes in augustus 1944. Skarbek is de tweede van rechts, samen met SOE-officieren John Roper en Robert Purvis.

In 1944 kwam er verandering in Skarbeks situatie. In de aanloop naar de geallieerde invasie in Frankrijk was er grote behoefte aan goed opgeleide, ervaren geheim agenten. Skarbek, die aan die eisen voldeed en ook vloeiend Frans sprak, werd bij de F-sectie van SOE geplaatst. Ze kreeg de opdracht zich bij het "Jockey-netwerk" te voegen om de koerierstaken over te nemen van Cecily Lefort, die door de Gestapo was gearresteerd en zwaar gemarteld, en later zou worden geëxecuteerd. Voorzien van vervalste identiteitspapieren op naam van "Pauline Armand" werd Skarbek op 6 juli 1944, samen met vier andere agenten, geparachuteerd in het zuidoosten van Frankrijk in de buurt van het dorpje Vassieux-en-Vercors. Ze voegden zich bij het Jockey-netwerk, het SOE-netwerk dat werd geleid door de Belgisch-Britse voormalige pacifist Francis Cammaerts. Skarbeks taak bestond uit het onderhouden van contacten met de Italiaanse partizanen en de Franse Maquis teneinde gezamenlijke operaties uit te voeren tegen de Duitse troepen in de Zuidelijke Alpen. Begin augustus maakte Skarbek contact met een groep Poolse rekruten in het Duitse bezettingsleger, die gestationeerd waren op de Col de Larche (1996 m), en overtuigde hen ervan te deserteren; ook de aanwezige Duitse soldaten zette ze aan zich over te geven.

##### Bevrijdingsoperatie in Digne
Op 12 augustus, drie dagen voor de geallieerde landingen in Zuidoost-Frankrijk, na een geheime bijeenkomst met de Franse kolonels Constans en Wiedmeyr in Apt, reisden de leider van het Jockey-netwerk Francis Cammaerts en zijn metgezellen Xan Fielding, Claude Renoir en Christian Sorensen terug naar hun hoofdkwartier in Seyne. De Rode Kruis-auto waarin ze reden werd in de buurt van de plaats Digne-les-Bains aangehouden bij een Duitse wegversperring. Na verificatie van de identiteitspapieren vervolgden de vier mannen hun weg, totdat ze werden ingehaald en tot stoppen gedwongen door een auto van de Gestapo. Omsingeld door vier SS-soldaten met mitrailleurs in de aanslag moesten ze wederom hun identiteitspapieren tonen, dit keer aan een in burger geklede Franssprekende man. Nadat deze de papieren aandachtig had bekeken, kreeg de chauffeur, Claude Renoir, toestemming zijn weg te vervolgen in de auto. De drie overige passagiers, allen officieren van SOE, werden in hechtenis genomen en naar "villa Marie-Louise" gevoerd, het regionale hoofdkwartier van de Gestapo. Het is waarschijnlijk dat de Gestapo toen niet besefte dat ze SOE-kopstukken in handen had gekregen.
Zodra Skarbek, op 13 augustus, over de aanhouding van Francis Cammaerts en zijn metgezellen hoorde, gaf ze haar radioman «Albert» Deschamps opdracht de SOE-chef in Algiers, Brooks Richards, te informeren. Vervolgens fietste ze twintig kilometer naar Digne met het doel het hoofd van het Jockey-netwerk en zijn metgezellen vrij te krijgen. In Digne aangekomen stapte ze naar het hoofd van de Franse gendarmerie, kapitein Schenck, een Elzasser die zowel Frans als Duits beheerste en om die reden als liaison fungeerde tussen de Franse prefectuur en de Duitse bezettingsmacht. Skarbek presenteerde zich als nicht van generaal Bernard Montgomery en dreigde de gendarme met zware represaillemaatregelen als de gevangenen zouden worden mishandeld. Daarnaast stelde ze de kapitein twee miljoen franks in het vooruitzicht als hij ervoor zou zorgen dat ze vrijkwamen. Daarop bracht Schenck haar in contact met de Gestapo-tolk Jules Waem, bijgenaamd "le beau Max" (knappe Max), die toegang had tot de gevangenen. Deze ging ermee akkoord de SOE-officieren te bevrijden in ruil voor bescherming van de geallieerden en een deel van het losgeld.
Nadat Skarbek had toegezegd het geld de volgende dag te zullen overdragen, fietste ze terug naar Seyne en gaf haar radioman opdracht het verzoek om losgeld door te geven aan het SOE-hoofdkwartier. Diezelfde nacht werd het geld in een rubberen verpakking gedropt door een RAF-vliegtuig uit Algiers. Het was het hoogste bedrag dat SOE ooit aan losgeld heeft uitgekeerd voor een geheim agent en tevens een van de snelst uitgevoerde droppings. Op 15 augustus begonnen de geallieerde landingen in Zuidoost-Frankrijk.
Op 16 augustus werden de drie SOE-officieren, die zich niet bewust waren van de inspanningen van Skarbek, 's ochtends vroeg door de Gestapo-tolk uit hun gevangeniscel gehaald en zij verkeerden in de verwachting te zullen worden geëxecuteerd. De tolk hield echter woord na toezegging van de helft van het losgeld, dat de kapitein van de Gendarmerie hem zou overhandigen als de operatie zou slagen, en op voorwaarde dat hij samen met de bevrijde gevangenen kon vertrekken en kon rekenen op bescherming van de geallieerden. Enkele dagen later werd de Gestapo-tolk Jules Waem (Max) overgedragen aan de Britse militaire veiligheidsdienst, die hem eerst naar Bari (Italië) overbracht om hem vervolgens, na de bevrijding, terug te sturen naar zijn geboorteland België. De gendarmerie-officier Schenck werd enige tijd later vermoord aangetroffen in een veld in de buurt van Vence.
Jaren later vertelde Skarbek aan een andere Poolse oorlogsveteraan in Londen, dat ze tijdens de onderhandelingen met de Gestapo-tolk, zich niet echt bewust was van het gevaar dat ze zelf liep. Ze besefte dit pas nadat de bevrijding van haar kameraden was geslaagd: "Wat heb ik gedaan? Ze hadden mij net zo makkelijk ook kunnen doden!".

##### Terugkeer uit Frankrijk
Bij haar terugkeer uit Frankrijk had Skarbeks reputatie haar hoogtepunt bereikt en op 21 november 1944 werd ze bevorderd tot officier bij de Women's Auxiliary Air Force (WAAF), en werd geselecteerd voor een nieuwe missie in Polen. Wegens het oprukken van het Rode Leger waren de Poolse regering in ballingschap en de SOE van plan, onder de codenaam "Operatie Freston", een inlichtingennetwerk op Pools grondgebied op te bouwen. Kowerski en Skarbek bereidden zich erop voor om begin 1945 in Polen te worden gedropt. De missie werd echter afgeblazen, nadat de eerste lichting geparachuteerde agenten gevangen was genomen door de Russen. Op 8 mei 1945 werd de onvoorwaardelijke overgave van de Duitse Strijdkrachten in Europa van kracht. Op 14 mei 1945 werd Skarbeks dienstverband bij de WAAF beëindigd.

### Naoorlogse periode en dood
Na de oorlog werd Skarbek uit Britse dienst ontslagen en bleef achter zonder financiële reserves en zonder geboorteland waarnaar ze kon terugkeren. Skarbek vroeg de Britse nationaliteit aan, maar de behandeling van haar aanvraag liep vertraging op en werd uiteindelijk pas in december 1946 toegekend; ze liet zich naturaliseren onder haar nom de guerre "Jacqueline Granville". Datzelfde jaar, op 1 augustus 1946, werd ook haar formele scheiding van Jerzy Giżycki uitgesproken op het Poolse consulaat in Berlijn. De relatie met Kowerski, die op dat moment in Duitsland werkte, werd verbroken.

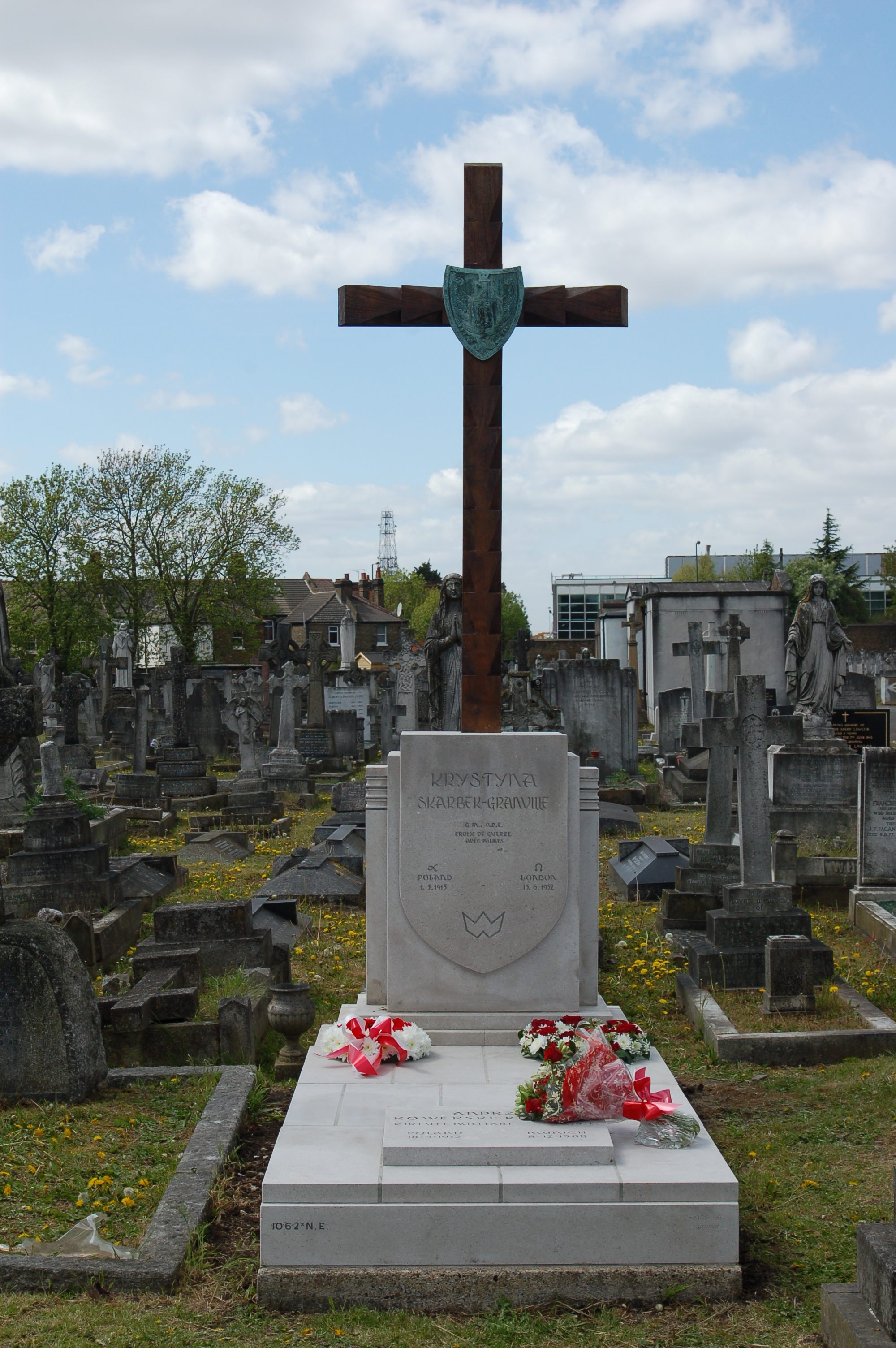
Skarbeks graf in Saint Mary's Roman Catholic Cemetery, Londen.

Om in haar levensonderhoud te voorzien had ze verschillende kortdurende banen en nam vervolgens, tot mei 1951, dienst als stewardess op de Rauhine, een schip van de Shaw Savill Line. In 1952 ging ze werken als stewardess op de Winchester Castle, een schip van de Union-Castle Line. Op 14 juni, nadat het schip waarop ze werkte weer teruggekeerd was uit Durban, Zuid-Afrika, nam ze haar intrek in het Shelbourne Hotel, een goedkoop hotel in Earls Court, Londen. Ze was van plan twee dagen later naar Berlijn te reizen om, naar het lijkt, haar relatie met Andrzej Kowerski (alias Andrew Kennedy) weer op te pakken. Op 15 juni 1952 werd Skarbek neergestoken in de lobby van het Shelbourne Hotel door Dennis George Muldowney, een voormalige steward die ze had ontmoet toen ze voor de Shaw Savill Line werkte en wiens avances ze had afgewezen. De zwaar gewonde Skarbek overleed enkele uren later door interne bloedingen. Skarbek werd begraven in St Mary's Roman Catholic Cemetery, Kensal Green, gelegen in het noordwesten van Londen. Na voor moord te zijn veroordeeld werd Muldowney op 30 september 1952 door ophanging terechtgesteld in de gevangenis van Pentonville.
In 1971 werd het Shelbourne Hotel gekocht door een groep Poolse investeerders; in de berging van het hotel werd Skarbeks koffer aangetroffen met daarin haar papieren, kleding en SOE-dolk. De dolk, haar medailles en een deel van haar papieren worden bewaard in het Polish Institute and Sikorski Museum op 20 Prince's Gate, Kensington, Londen.
Nadat Andrzej Kowerski in december 1988 aan de gevolgen van kanker was overleden, werd zijn as naar Londen gevlogen en begraven aan de voet van het graf van Skarbek. In 2013 markeerde een kleine ceremonie de renovatie van haar graf door de Polish Heritage Society.
In mei 2017 werd een door Ian Wolter gemaakte bronzen buste van Skarbek onthuld in de Polish Hearth Club (Ognisko Polskie) in Kensington, Londen.

## Erkenning

### Onderscheidingen
- Verenigd Koninkrijk: vanwege Skarbeks uitzonderlijke optreden in Digne werd ze voorgedragen voor het George Cross. Uiteindelijk zou ze de George Medal ontvangen.[54] Als erkenning voor haar gehele werk in Britse dienst werd Skarbek in mei 1947 benoemd tot Officier in de Orde van het Britse Rijk (OBE).[55]
- Frankrijk: Voor Skarbeks bijdrage aan de bevrijding van Frankrijk ontving ze op 30 november 1945 het Croix de guerre 1939-1945 met zilveren ster.[n]

| Officier in de Orde van het Britse Rijk | George Medal            | 1939-1945 Star | Africa Star     |
| Italy Star                              | France and Germany Star | War Medal      | Croix de Guerre |

### Getuigenissen
Xan Fielding, een van de SOE-officieren die zij had weten te bevrijden in Digne, schreef hierover in zijn boek Hide and Seek (1954), dat hij aan haar had opgedragen ("Ter herinnering aan Christine Granville"):
Na de fysieke ontberingen en mentale spanningen waaraan ze blootgesteld was gedurende de zes jaar dat ze voor onze dienst werkte, had ze, waarschijnlijk meer dan welke andere agent die we in dienst hadden, behoefte aan zekerheid in het leven. […] Toch werd ze een paar weken na de wapenstilstand ontslagen en met een maandsalaris in Caïro aan haar lot overgelaten ... hoewel ze te trots was om enige andere hulp te vragen, vroeg ze […] een Brits paspoort aan; sinds het Anglo-Amerikaanse verraad van haar land in Jalta was ze nagenoeg stateloos. Maar de naturalisatiedocumenten [...] liepen, zoals gewoonlijk, bureaucratische vertraging op. Ondertussen, alle hoop op zekerheid opgevend, begon ze doelbewust aan een onzeker reizend leven, alsof ze ernaar verlangde in vredestijd de gevaren te reproduceren die ze tijdens de oorlog had gekend; tot uiteindelijk in juni 1952, in de lobby van een goedkoop Londens hotel, het eenvoudige bestaan waar ze door armoede toe was veroordeeld, door een moordenaarsmes werd beëindigd.— Xan Fielding in Hide and Seek (1954).
Vera Atkins, een van haar SOE-collega's, beschreef Skarbek als een zeer dappere vrouw, die echter geen andere wet kende dan de hare en die, ondanks haar vermogen te verleiden, in veel opzichten solitair was.

### Publieke erkenning
Hoewel ze in de naoorlogse jaren grotendeels in de vergetelheid was geraakt, werd Krystyna Skarbek na haar dood een bron van inspiratie in de literatuur. Waarschijnlijk heeft de schrijver Ian Fleming haar als voorbeeld genomen voor het personage van Vesper Lynd in Casino Royale (1953), zijn eerste James Bond-roman.
In 1999 publiceerde de Poolse schrijver Maria Nurowska de roman Miłośnica, over de pogingen van een journalist de geschiedenis van Krystyna Skarbek te ontrafelen. Mieczysława Wazacz produceerde in 2011 de filmdocumentaire No Ordinary Countess (Geen gewone gravin), gewijd aan het leven van Krystyna Skarbek. Ook verschenen twee tv-documentaires over Skarbek: in 2011 Christine Granville: Polish Spy, een documentaire geproduceerd door David Berry in de serie "Secret War", en in 2013 Krystyna Skarbek, alias Christine Granville, een documentaire geproduceerd door Joshua Whitehead in de serie "Héros de guerre". Op 3 mei 2016 werd een aflevering van het BBC Radio 4-programma Great Lives aan Skarbek gewijd.
Verschillende auteurs hebben een biografie over Krystyna Skarbek gepubliceerd:
- Madeleine Masson, Christine: a Search for Christine Granville, OBE, GM, Croix de Guerre (1975, herdruk in 2005);[65]
- Jan Larecki, Krystyna Skarbek, Agentka o wielu twarzach (Krystyna Skarbek, agent met vele gezichten, 2008);[66]
- Clare Mulley, The Spy Who Loved: the Secrets and Lives of Christine Granville, Britain's First Special Agent of World War II (2012);[67]
- Ronald Nowicki, The Elusive Madame G: a life of Christine Granville (2014).[68]